# Hilaira nivalis
Hilaira nivalis är en spindelart som beskrevs av Holm 1937. Hilaira nivalis ingår i släktet Hilaira och familjen täckvävarspindlar. Inga underarter finns listade i Catalogue of Life.